# Ligne d'Ambérieu à Montalieu-Vercieu
La ligne d'Ambérieu à Montalieu-Vercieu est une ligne de chemin de fer française à écartement standard et à voie unique non électrifiée ouverte par la compagnie des chemins de fer des Dombes. Elle joignait le nœud ferroviaire du PLM à Ambérieu-en-Bugey, à la ville de Montalieu située dans la vallée du Rhône.
Elle constitue la ligne 889 000 du réseau ferré national.

## Historique
La ligne « d'Ambérieu à Villebois » est concédée par une convention signée le 1er septembre 1866 entre le conseil général de l'Ain et Messieurs Lazare Mangini et ses fils. Cette convention est approuvée par décret impérial déclarant la ligne d'utilité publique le 30 mars 1867. La ligne « de Villebois à Montalieu » est concédée par une convention signée le 23 juillet 1868 entre le conseil général de l'Isère et Messieurs Lazare Mangini et ses fils. Cette convention est approuvée par décret impérial déclarant la ligne d'utilité publique le 1er décembre 1869. L'ensemble est transféré à la Compagnie des Dombes et des chemins de Fer du Sud-Est, par une convention du 28 février 1872. Cette convention est approuvée, sous réserve de l'accord des départements concernés, par décret le 7 mai suivant . C'est cette dernière compagnie qui mettra en service la ligne le 5 septembre 1875. La convention de rachat de la Compagnie des Dombes et des chemins de fer du Sud-Est par la Compagnie des chemins de fer de Paris à Lyon et à la Méditerranée (PLM) signée le 28 juillet 1881 est approuvée par une convention signée entre le ministre des Travaux publics et la compagnie PLM le 26 mai 1883. Cette convention est approuvée par une loi le 20 novembre suivant. Cette loi reclasse la ligne dans le réseau d'intérêt général. Le réseau est repris par la SNCF le 1er janvier 1938 lors de la nationalisation. Le 13 février 1997, Réseau Ferré de France (RFF) devient propriétaire de la ligne.
Le service voyageurs disparaît le 1er juin 1937. Le 19 juin 1940, la section de Villebois à Montalieu ferme à la suite de la destruction par l'armée française du pont sur le Rhône. La gare de Montalieu est alors desservie par la compagnie du Chemin de fer de l'Est de Lyon (E.L), jusqu'à la fin de l'année 1952.
La section Lagnieu - Villebois ferme à son tour en 1989.
Dates de déclassement :
- Villebois - Montalieu-Vercieu (PK 15,924 à 17,755) : 12 novembre 1954[5].
- Villebois (PK 15,769 à 15,924) : 19 octobre 1967[6].
- Lagnieu - Villebois (PK 7,000 à 15,769) : 9 décembre 2002[7].

En 2013, la voie entre Lagnieu et Villebois est déposée et la plateforme transformée, sur la majorité du tracé, en voie verte. Cette dernière est un maillon de la ViaRhôna.

## Exploitation
La partie nord de la ligne reste exploitée pour le trafic fret entre Ambérieu et Lagnieu (desserte d'une verrerie). 
La révision du Schéma de cohérence territoriale Bugey-Côtière-Plaine de l'Ain en 2016 est l'occasion de l'émission d'une éventualité de réouverture de la ligne à long terme, pour y voir circuler une desserte de type tram-train entre Ambérieu et Lagnieu.

## Particularité
La section comprise entre la gare de Montalieu et le pont sur le Rhône (environ 1 500 m) a été réhabilitée et sert de plateforme à la ligne du Chemin de fer du Haut-Rhône, construite à l'écartement de 60 cm.